# 南台寺
南台寺，位于湖南省衡阳市衡山。曹洞、云门和法眼三宗的共同祖庭，有“天下法源”之称。汉族地区佛教全国重点寺院之一。

## 简介
南台寺于南朝梁天监年间，由海印禅师创建。唐天宝年间，高僧希迁来到南台寺。因寺东有大石，平坦如台，该寺定名为南台寺。宋朝乾道元年(1165年)，无碍和尚拄锡南台，并加以扩建。后元明清都有修葺。

## 典故
1903年，日僧梅晓抵南台寺，前来拜谒希迁祖塔。淡云法师盛情接待，梅晓回国后四年，从日本赠藏经到南台寺，其中包括黄檗藏经、高丽藏各一部。淡云与梅晓亲手翻新海印题刻，重树寺碑、石刻。此中日两国僧人的友好交往，传为美谈。

## 图集
- 大雄宝殿
- 法堂
- 斋堂
- 祖堂
- 客堂